# برايان ويليامسون
برايان ويليامسون (بالإنجليزية: Brian Williamson)‏ هو مالك ملهى ليلي ‏ جامايكي، ولد في 4 سبتمبر 1945 في أبرشية القديس آن ‏ في جامايكا، وتوفي في 9 يونيو 2004 في كينغستون في جامايكا.